# Джаясвал, Каши Прасад
Каши Прасад Джаясвад (хинди काशीप्रसाद जायसवाल; 27 ноября 1881, Мирзапур — 4 августа 1937, Патна) — индийский историк, юрист, издатель.

## Биография
Окончил Колледж Иисуса (Оксфорд) и Аллахабадский университет.
Основные труды учёного посвящены исследованию политической структуры древнего Индийского государства и политической истории Северной Индии в первые века нашей эры; внёс ценный вклад в изучение истории государств Вакатаков и Бхарашивов.
Работы Джаясвала «Индуистская политика» (1918) и «История Индии, 150—350 гг. н. э.» (1933) стали классикой древнеиндийской исторической литературы. Среди прочего, ему приписывают демонстрацию того, что индийские республики, основанные на принципах представительства и коллективного принятия решений, были одними из старейших и самых могущественных республик древнего мира.
Джаясвал занимался также эпиграфикой, археологией, нумизматикой.
В течение долгого времени был издателем журнала «Journal of the Bihar and Orissa research society».
Дважды избирался президентом Нумизматического общества Индии, получил степень доктора философии (Honoris Causa) Бенаресского индуистского университета  и университете Патны.

## Избранные публикации
- Hindu polity, a constitutional history of India in Hindu times, Calcutta, 1924, 2 ed., Bangalore, 1943;
- History of India, 150 A. D. to 350 A. D., Lahore, 1933;
- Descriptive catalogue of manuscripts in Mithila, Patna, 1927 (совм. с V. A. Sastri);
- An imperial history of India 700 В. С to 770 A. D. Sanskrit text. Lahore, 1934;
- Manu and Jâjcavalkya, a comparison and a contrast, Calcutta, 1930.у